# Xanthozona melanopyga
Xanthozona melanopyga är en tvåvingeart som först beskrevs av Christian Rudolph Wilhelm Wiedemann 1830.  Xanthozona melanopyga ingår i släktet Xanthozona och familjen parasitflugor.
Artens utbredningsområde är Surinam. Inga underarter finns listade i Catalogue of Life.